# Iode 123
table
L'iode 123, noté 123I, est l'isotope de l'iode dont le nombre de masse est égal à 123 : son noyau atomique compte 53 protons et 70 neutrons avec un spin 5/2+ pour une masse atomique de 122,905 59 g/mol. Il est caractérisé par un excès de masse de −87 943 keV et une énergie de liaison nucléaire par nucléon de 8 449,2 keV. Il s'agit d'un radioisotope, qui se désintègre en tellure 123 par capture électronique et radioactivité β+, selon une demi-vie de 13,224 heures.
Il est utilisé en imagerie médicale par tomographie par émission monophotonique grâce aux photons γ à 159 keV qui sont ceux principalement utilisés par cette technique. L'isotope est généralement employé sous forme d'iodure 123I−, typiquement sous forme d'une solution d'iodure de sodium Na[123I] à 0,1 mol/L dans l'hydroxyde de sodium NaOH avec une pureté isotopique de 99,8 %.
Il est produit par irradiation de xénon par des protons dans un cyclotron. Le xénon 124 absorbe un proton et perd immédiatement ou bien un neutron et un proton pour donner du xénon 123, ou bien deux neutrons pour donner du césium 123, qui se désintègre également en xénon 123. Ce dernier se désintègre en iode 123, qui est ensuite piégé sur la paroi interne de la capsule d'irradiation réfrigérée avant d'être élué avec de l'hydroxyde de sodium dans une réaction de dismutation entre halogénures.
124Xe (p, pn) 123Xe ⟶ 123I + e+ + νe ;
124Xe (p, 2n) 123Cs ⟶ 123Xe + e+ + νe.
Il est également produit par irradiation de tellure enrichi à 80 % en 123Te par des protons dans le cyclotron du laboratoire national d'Oak Ridge : 123Te (p, n) 123I.
Sa désintégration procède par capture électronique pour former un état excité de 123
52Te correspondant à une énergie d'excitation inférieure à celle de l'isomère 123m
52Te ; cet état excité retombe à l'état fondamental en émettant un photon γ ou, dans 13 % des cas, par conversion interne en émettant des électrons à 127 keV avec en moyenne 11 électrons Auger de très faible énergie (de 50 à 500 eV). Une étude indique que ces électrons Auger provoquent peu de dommages cellulaires hormis s'ils sont incorporés directement dans l'ADN, ce qui n'est pas le cas avec les médicaments radiopharmaceutiques existants. Les dommages cellulaires provoqués par les autres rayonnements, qui sont sensiblement plus énergétiques, sont modérés par la demi-vie relativement brève de cet isotope.
123I est l'isotope de l'iode qui convient le mieux pour diagnostiquer les maladies de la thyroïde. Sa demi-vie de 13,22 heures est idéale pour l'administration d'iode sur 24 heures, et l'isotope présente d'autres avantages pour l'imagerie de la thyroïde et des métastases thyroïdiennes. L'énergie de 159 keV de ses photons convient très bien aux équipements d'imagerie, et il produit un flux de photons de l'ordre de 20 fois plus élevé que 131I à dose administrée comparable avec un impact bien moindre sur les tissus que 131I. Pour cette raison, il n'est pas utilisé en radiothérapie, application dévolue au 131I.
Le dosage recommandé pour l'imagerie varie de 7,5 à 25 MBq (200 à 680 μCi) pour le corps entier, et de 3,7 à 11,1 MBq (100 à 300 μCi) pour les tests.